# Halterofília als Jocs Olímpics d'estiu de 1904 - Aixecament a dues mans
La prova d'aixecament a dues mans fou una de les dues proves d'halterofília que es disputà durant els Jocs Olímpics de Saint Louis de 1904. Fou la segona vegada que es disputà aquesta prova i hi van prendre part 4 aixecadors procedents de dos països.
El vencedor fou el grec Periklís Kakusis amb un pes de 111,70 kg.

## Medallistes
| Or               | Plata         | Bronze       |
| Periklís Kakusis | Oscar Osthoff | Frank Kugler |

## Resultats

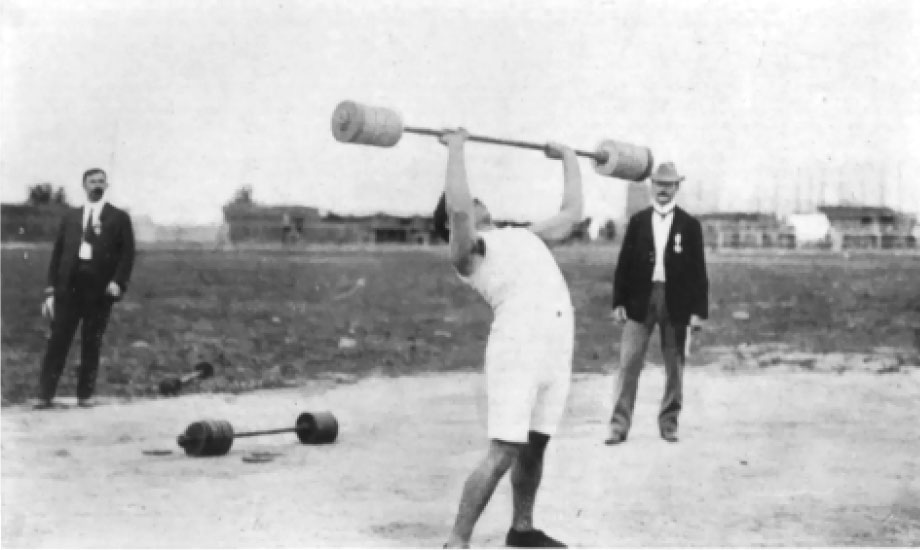
Periklís Kakusis, vencedor de la medalla d'or

| Posició | Atleta                 | Pes    |
| ------- | ---------------------- | ------ |
| Or      | Periklís Kakusis (GRE) | 111.70 |
| Argent  | Oscar Osthoff (USA)    | 84.37  |
| Bronze  | Frank Kugler (USA)     | 79.61  |
| 4       | Oscar Olson (USA)      | 67.81  |